# Carlos Bianchi
Carlos Bianchi, född 19 december 1910, död 20 oktober 1935, var en argentinsk friidrottare. Han deltog vid olympiska sommarspelen 1932.